# IS (Infinite Stratos)
IS (Infinite Stratos) (IS〈インフィニット・ストラトス〉?, IS <Infinitto Sutoratosu>) è una serie di light novel scritta da Izuru Yumizuru e illustrata da Okiura. Al 25 aprile 2018 dodici volumi sono stati pubblicati da Media Factory e Overlap.
Il 27 maggio 2010 è stato pubblicato il primo capitolo dell'adattamento manga disegnato da Kenji Akahoshi sul magazine seinen Monthly Comic Alive ed il primo tankōbon è stato pubblicato il 22 dicembre 2010 mentre l'ultimo l'ultimo il 21 settembre 2012.
Un adattamento anime prodotto dallo studio 8-Bit e diretto da Yasuhito Kikuchi è stato trasmesso sulla rete televisiva giapponese TBS dal 6 gennaio al 31 marzo 2011. Il 25 novembre 2011 è stato pubblicato un OAV inedito. La casa editrice Overlap ha inoltre annunciato una seconda stagione. La seconda stagione, sempre prodotta dallo studio 8-Bit, è stata trasmessa in Giappone dal 3 ottobre fino al 19 dicembre 2013. Anche quest'ultima, come per la precedente, è stato pubblicato un OAV inedito il 26 novembre 2014.

## Trama
In un prossimo futuro un ingegnere giapponese è riuscito a creare un potentissimo esoscheletro chiamato "Infinite Stratos" (IS). Avendo delle capacità di combattimento molto più avanzate delle armi convenzionali l'IS rischia così di destabilizzare gli equilibri mondiali. Di fronte ad un'arma così potente le nazioni decidono di siglare il "Trattato d'Alaska", un accordo in cui si impegnano a non utilizzare gli IS come strumenti militari e che la già esistente tecnologia venga equamente distribuita tra tutti gli stati mondiali così che nessuno possa dominare sugli altri. Con l'introduzione degli IS però l'equilibrio sociale viene completamente stravolto, infatti gli IS possono essere pilotati solo da donne e questo fatto le porta a ricoprire quasi tutte le cariche più importanti estromettendo di fatto gli uomini.
Dieci anni dopo l'invenzione del primo IS il mondo è entrato in una nuova era di pace. Questa pace però è stravolta da una sconvolgente scoperta: per la prima volta un ragazzo giapponese di nome Ichika Orimura è stato in grado di comandare un IS. Il governo giapponese non si lascia sfuggire l'occasione e decide di obbligare il ragazzo ad iscriversi alla prestigiosa Infinite Stratos Academy, un'accademia internazionale dove si riuniscono i migliori piloti di IS di tutto il mondo per essere allenati. La nuova vita di Ichika, in una scuola in cui è circondato da sole ragazze, ha così inizio. Mentre sembrano godersi la loro eccitante vita scolastica, tuttavia, il pericolo di incombenti minacce e nemici non è mai troppo lontano.

## Personaggi

Hōki imbarazzata in compagnia di Ichika

Ichika Orimura (織斑 一夏?, Orimura Ichika)
Doppiato da: Kōki Uchiyama
Il protagonista di Infinite Stratos. Ha 15 anni e frequenta il primo anno alla IS Academy. Sua sorella, Chifuyu, è una leggendaria pilota di IS che l'ha cresciuto da quando i loro genitori li hanno abbandonati. Ichika ha l'abitudine di valutare ogni situazione con un monologo interiore e per questo i suoi amici più stretti sono in grado di capire cosa lui stia pensando. Ciononostante sembra incapace di capire i sentimenti di chi gli sta intorno, il che lo fa quasi sembrare stupido. Dopo aver accidentalmente attivato un IS è diventato suo malgrado famoso essendo l'unico ragazzo in grado di farlo. All'accademia il suo primo incontro su un IS avviene contro Cecilia per la nomina del rappresentante di classe della sezione 1. Durante il combattimento, per lui la prima volta su un IS, mette in seria difficoltà l'esperta avversaria in modalità Base e quando risveglia la Prima Fase del suo Byakushiki sembra nettamente in vantaggio ma il suo scudo, logorato dei precedenti colpi e a causa delle caratteristiche del suo stesso IS, si esaurisce poco prima che possa colpirla direttamente perdendo così l'incontro. Pur perdendo viene nominato rappresentante di classe grazie anche al supporto di Cecilia stessa, che se ne è innamorata. Dopo aver appreso le basi per comandare un IS ed essersi allenato riesce a sconfiggere la potentissima Laura, che era stata in grado precedentemente di sconfiggere Lin e Cecilia in coppia.
Il suo IS si chiama Byakushiki (白式?) ed anche se all'inizio viene descritto come un IS di terza generazione in realtà è uno dei due soli IS di quarta generazione (un prototipo). Venne creato con lo scopo di poter utilizzare un'abilità speciale senza passare alla seconda modalità ma venne scartato appena venne riscontrato un difetto irrisolvibile. Successivamente Sinonono Tabane ne venne in possesso e riuscì a risolvere il problema. Su questo IS venne installata la spada Yukihira Type2 (dotata di un prototipo di armatura totale) e al contrario degli altri IS, avendo tutti gli slot operativi impegnati grazie a questa abilità speciale non è in grado di utilizzare l'Equilibratore. Yukihira era anche il nome di una spada utilizzata in passato da Chifuyu. L'abilità speciale di Byakushiki si chiama Reiraku Byakkuya (lett. "Bianca notte di pioggia") e gli permette di negare l'effetto di tutto ciò composto da pura energia. Quest'arma ha la capacità di penetrare gli scudi di tutti gli altri IS obbligandoli a ricorrere alla loro Barriera Assoluta e quindi privandoli di moltissima energia. Questa abilità però ha anche degli aspetti negativi che consistono nell'utilizzo di molta energia che viene sottratta dagli scudi stessi del Byakushiki. Quando viene attivato ricopre la spada Yukihira Type2 e gli permette di attaccare l'avversario. Essendo ancora un'arma sperimentale non è in grado di essere utilizzata per la difesa. Byakushiki è anche in grado di utilizzare l'Ignition Boost che gli consente di raggiungere velocità elevatissime per poi attaccare con la spada Yukihira Type2. Poiché nessuna ragazza era stata ancora in grado di risvegliare L'IS, venne abbandonato dentro un magazzino. Ichika, durante una gita scolastica, si perse per i laboratori. Trovandosi infine nel magazzino sfiorò con una mano l'IS che si attivò alla sua presenza. Le ricercatrici rimasero stupite di come un'IS fosse stato risvegliato da un maschio.
Nel quinto volume delle novel, dopo che Hōki è entrata in possesso dell'Aka Tsubaki, il Byakushiki viene evoluto dando origine ad una seconda versione chiamata Byakushiki Setsura. Su questo IS viene installato il Setsura, una unità multifunzione in grado di gestire ad esempio un enorme cannone a particelle, degli artigli di energia per il combattimento ravvicinato e uno scudo energetico dalle capacità simili a quello dell'Aka Tsubaki. Con questo aggiornamento ora anche il Byakushiki non è più un IS di solo attacco. In questa sua evoluzione ha anche a disposizione quattro grandi propulsori sulle ali che gli permettono di eseguire un doppio Ignition Boost.
Hōki Shinonono (篠ノ之 箒?, Shinonono Hōki)
Doppiata da: Yōko Hikasa
Hōki è una ragazza di 15 anni che frequenta la stessa classe di Ichika di cui è amica fin dall'infanzia anche se i due sono stati separati per ben 6 anni. La sua casa era un dojo di kendō e così ha iniziato a praticare questo sport sin da giovane. In quarta elementare chiese ad Ichika di diventare il suo ragazzo a condizione però che lei fosse riuscita a vincere il campionato nazionale di kendo per le scuole elementari. Nonostante i suoi avversari fossero più grandi di lei riuscì a raggiungere la finale grazie al suo talento ed all'impegno profuso in estenuanti allenamenti. Purtroppo lo stesso giorno della finale, sua sorella, la scienziata Sinonono Tabane rivelò l'esistenza degli IS al mondo creando un caos senza precedenti. Per questa ragione tutta la famiglia Sinonono venne messa sotto protezione dal Governo Giapponese ed obbligata a spostarsi di continuo da un posto all'altro. Questi eventi non le permisero di prendere parte alla finale e quindi venne dichiarata sconfitta per forfait. A causa della sua posizione non le venne permesso di contattare una persona normale come era all'epoca Ichika e per questo iniziò ad odiare la sorella colpevole di averla allontanata dalla persona che amava. Continuò invece a praticare il kendo, l'unico legame che ancora aveva con Ichika. Fin da quando Ichika le mostrò la sua forza decise di seguire quella che credeva fosse la via della vera forza ma quello che ne risultò fu solo uno spettacolo di pura violenza che anche se la portò a vincere i campionati nazionali di kendo delle scuole medie la lasciò completamente svuotata. Successivamente decise di entrare nella IS Academy ma ci riuscì solo grazie alla sua parentela con Sinonono Tabane visto che nel test d'ingresso raggiunse solo C come valutazione. Emotivamente instabile ed insicura molte volte si lascia comandare dalla propria forza anziché controllarla. Ammira ed ama Ichika proprio perché il ragazzo è in grado di percepire e capire cosa sia davvero giusto o meno. Riceve il suo IS personale a metà anno scolastico direttamente da sua sorella Sinonono Tabane mentre prima aveva fatto affidamento sull'Uchigane, un IS di seconda generazione che viene utilizzato per gli allenamenti all'accademia.
Il suo IS si chiama Aka Tsubaki (紅椿?) ed è il primo vero IS di quarta generazione in quanto sviluppato dai dati del Byakushiki da sua sorella Tabane. Secondo Tabane questo è l'IS più potente creato fino a quel momento sia come caratteristiche di base che grazie alla sua armatura totale (successivamente solo il Setsura avrà una simile potenza). Questa armatura è studiata per configurarsi automaticamente in tre diverse fasi: attacco, difesa ed agilità di fatto raddoppiando le sue specifiche già eccezionali di base. Come l'IS di Ichika non può utilizzare l'Equalizzatore ma è stato studiato come IS sia per l'attacco che per la difesa (il Byakushiki invece è un IS di solo attacco) è dotato di due katana in grado di lanciare dei raggi laser di colore rosso con una velocità ed ampiezza simile a quella di un mitragliatore così da poter attaccare anche a distanza. La katana di destra si chiama Amazuki (雨月?) e viene utilizzata per il combattimento uno contro uno, quando la funzione secondaria viene attivata è in grado di lanciare una raffica di raggi laser contro un singolo obiettivo. La seconda katana, quella di sinistra, si chiama Karaware (空裂?) e viene utilizzata per combattere obiettivi multipli e quando la funzione secondaria si attiva una pioggia di raggi laser viene generata attorno all'IS che vanno a colpire i vari nemici. L'Aka Tsubaki è dotato di un'abilità speciale chiamata Kenran Butou (絢爛舞踏?) in grado di ripristinare l'energia del proprio IS e di tutti quelli con cui viene in contatto. Questa caratteristica è stata introdotta da Sinonono Tabane così che Hōki possa supportare Ichika ed il suo Byakushiki che soffre di un enorme consumo energetico. I vantaggi di poter utilizzare un IS di quarta generazione permettono a Hōki, che non ha la stessa abilità delle altre eroine né la stessa attitudine a pilotare un IS, di poter combattere con loro sullo stesso livello.
Cecilia Alcott (セシリア オルコット?, Seshiria Orukotto)
Doppiata da: Yukana
Cecilia è una studentessa della IS Academy del primo anno, compagna di classe di Ichika e cadetta rappresentante dell'Inghilterra a scuola oltre che ragazza facente parte dell'aristocrazia. Suo padre era una persona timida e debole che in famiglia non aveva nessuna influenza e così la ragazza si ripromise di non sposare mai una persona che fosse più debole di lei. Divenne orfana 3 anni prima del suo ingresso in accademia a causa di un incidente ferroviario e così dovette iniziare a proteggere la fortuna di famiglia da coloro che se ne volevano appropriare. Non accettando Ichika come rappresentante di classe decide di sfidarlo ad un duello. Talentuosa pilota viene comunque messa a dura prova dal ragazzo che mai prima di allora aveva pilotato un IS e che l'affronta solo in modalità Base, dopo il risveglio del Byakushiki riesce a uscirne vittoriosa solo grazie all'esaurimento dello scudo dell'IS di Ichika. In questo frangente vede in Ichika per la prima volta la vera forza di un uomo che anche se messo alle strette decide di non arrendersi mai e così se ne innamora. Decide di supportarne la candidatura come rappresentante di classe. Successivamente in un combattimento viene battuta facilmente da Laura.
Il suo IS si chiama Blue Tears. È un prototipo di IS di terza generazione dotato di un sistema di controllo a distanza per i droni (da cui prende il suo soprannome di "Bits"). L'equipaggiamento di base è costituito da 6 droni, 4 forniti di armi ottiche e 2 di missili. Ha anche a disposizione lo Starlight Mk.III un fucile laser a medio raggio e l'Interceptor, una coppia di lame corte studiate per la difesa corpo a corpo tramite l'Equalizzatore. Il Blue Tears richiede un'enorme capacità di concentrazione per essere pilotato e attivando i "Bits" la sua mobilità ne risente molto se il pilota non ha sufficienti capacità. Comunque i piloti che hanno esperienza ed abilità riescono a gestire molteplici droni e IS contemporaneamente apparentemente senza limitazioni. La capacità del pilota e la sua attidudine a pilotare un IS fanno variare bruscamente le possibilità di questo IS. Cecilia, essendo un dei piloti migliori dell'accademia, riesce a sfruttarlo quasi al massimo delle sue possibilità. I droni hanno a disposizione un numero di colpi limitato che può essere ricaricato tornando sull'IS, nel caso fossero distrutti o danneggiati non possono essere rigenerati ma solo sostituiti.
Lin Yin Fang (凰 鈴音?, Fan Rinin)
Doppiata da: Asami Shimoda
Lin è un'amica di infanzia di Ichika che frequenta la IS Academy come rappresentante della Cina. Si trasferisce vicino ad Ichika l'anno successivo a quello in cui se ne era andata Hōki e conosce il ragazzo mentre, stufo di cucinare per se stesso in assenza di Chifuyu, mangia nel ristorante gestito dai suoi genitori. A causa delle sue origini viene spesso presa in giro e si innamora di Ichika quando la salva da quattro ragazzi che l'avevano presa di mira. È una dei pochi piloti di IS ad averne uno personale e decide di diventare il rappresentante della classe 2 solo per poter stare vicino al suo innamorato. All'inizio è arrabbiata col ragazzo perché non si era ricordato quella che per lei era una promessa di matrimonio fatta in passato. Infatti lei aveva detto ad Ichika che avrebbe cucinato tutti i giorni per lui e quando il ragazzo aveva accettato credeva che avesse capito che quella era una proposta mentre Ichika credeva solo di poter da quel momento in poi mangiare gratis.
Il suo IS si chiama Senron (甲龍? lett. "Drago corazzato") ed un prototipo IS di terza generazione. Fornito a Lin dal governo cinese è un IS per il combattimento corpo a corpo. È equipaggiato con le Souten Gagetsu (雙天牙月?), un paio di scimitarre cinesi che possono essere combinate in un'unica arma a doppia lama e con il Ryuhow (龍砲? lett. "Cannone del drago"), un cannone ad impatto che utilizzando la tecnologia di terza generazione comprime lo spazio circostante e lo emette di colpo generando un'onda d'urto. Quest'onda d'urto ha traiettoria lineare ma è invisibile e molto potente quindi estremamente difficile da evitare. Per la natura stessa di quest'arma ha la massima efficacia nei combattimenti ravvicinati mentre l'effetto è minore in quelli a distanza.
Charlotte Dunois (シャルロット デュノア?, Sharurotto Dunoa)
Doppiata da: Kana Hanazawa
Charlotte è una ragazza di 15 anni di nazionalità francese. Figlia dell'amministratore delegato della Dunois Corporation, la più grande compagnia che si occupa di IS in Francia, è il pilota rappresentante del suo paese. All'inizio si finge il secondo pilota uomo al mondo e così crea un grande scompiglio ma in realtà questa messa in scena viene fatta con il solo scopo di poter vivere nella stessa camera di Ichika e poter rubare i segreti del suo IS. Tra tutte le ragazze vicine ad Ichika è l'unica ad non aver un lato tsundere ma invece è sempre calma e gentile con tutti. È una pilota molto talentuosa e la sua mossa speciale, che si chiama "Cambio Rapido", le consente di cambiare arma in modo rapidissimo dando del filo da torcere anche ai modelli IS di terza generazione. Dopo che Ichika scopre il suo vero sesso gli rivela la verità. Lei è la figlia illegittima dell'amministratore delegato della Dunois Corporation e per questo è stata discriminata dopo la morte di sua madre dall'attuale matrigna ed anche da suo padre. La Francia, che in questo mondo non fa parte dell'Unione europea è un paese arretrato e con pochissimi soldi e l'unico modo per poter andare avanti è quello di poter creare dei potenti IS. Visto che gli altri paesi dell'Unione Europea avevano già degli IS di terza generazione l'unico modo poter mantenere la licenza della società per la Francia era quella di rubare i dati all'IS di Ichika e crearne dei prototipi su quella base. Visto che lo spionaggio di dati riguardanti gli IS è un grave crimine internazionale Ichika decide di darle una mano è non rivelare il suo segreto finché non avessero trovato una soluzione. Quando l'accademia viene dichiarata territorio indipendente la sua nazione non può più obbligarla a tornare indietro e così decide di rivelare il suo vero sesso a tutta l'accademia. Si innamora di Ichika quando il ragazzo decide di aiutarla e proteggerla. Il suo nome da ragazzo è Charles.
Il suo IS le è stato fornito dalla Dunoa Corporation e si chiama Rafale Revive Custom II (ラファール・リヴァイヴ・カスタムII?, Rafāru Revaivu Kasutamu II). È una versione pesantemente modificata dell'IS Rafale Revive, uno degli ultimi modelli di IS di seconda generazione, famoso per la sua robustezza e facilità d'uso. Anche se non ha a disposizione le armi ad alta tecnologia dei prototipi IS di terza generazione ha un vastissimo arsenale di armi convenzionali. Rispetto al modello base gli sono stati tolti parte del rivestimento dell'armatura e due coppie di ali a propulsione sostituite da due propulsori multipli modificati per incrementarne la velocità e manovrabilità. Dal Rafale Revive Custom II è stato rimosso quasi tutto l'equipaggiamento di base (il cosiddetto "Preset") così da poter aver a disposizione il doppio degli slot di espansione del modello normale ed è equipaggiato con 20 diversi tipi di Equalizzatore. Tra le armi a disposizione su questa versione ci sono:
- Vent: Un fucile d'assalto calibro 55 con 16 colpi caricati.
- Garm: Un cannone d'assalto calibro 61 in grado di sparare proiettili non esplosivi a grappolo oltre a quelli convenzionali.
- Rain of Saturday: Un pesante fucile a doppia canna calibro 62.
- Bread Slicer: Una lama studiata per il corpo a corpo.
- Gray Scale: Un'arma per il combattimento corpo a corpo. È una specie di ariete che utilizza come propellente delle cartucce esplosive conservate in un tamburo simile a quella di una rivoltella per poter colpire il più velocemente possibile. Anche se efficace solo nei combattimenti ravvicinati è l'arma più potente a disposizione dagli IS di seconda generazione. Integrato nello scudo può essere armato rimuovendo le piastre che lo contengono.

Laura Bodewig (ラウラ ボーデヴィッヒ?, Raura Bādovihhi)
Doppiata da: Marina Inoue
Laura è una ragazza di 15 anni pilota rappresentante della Germania e comandante del commando speciale "Black Rabbit". Nata da un esperimento genetico era una dei combattenti più forti di tutto il paese ma altresì era incapace di provare dei veri sentimenti e socializzare con gli altri. Quando vennero scoperti gli IS si sottopose ad un intervento all'occhio sinistro con delle nanomacchine per aumentare la velocità di comunicazione tra il cervello e l'IS ma fu un fallimento perché il suo occhio restava sempre attivo andando in sovraccarico. Per evitare questa situazione è costretta a coprirlo con una benda e le sue capacità da pilota di IS sono sensibilmente calate. Disperata dall'impossibilità di diventare più forte incontrò Chifuyu Orimura e vedendone la forza decise di prenderla ad esempio e diventare come lei un giorno. L'ammirazione diventò ben presto qualcosa di più simile al fanatismo e quando Chifuyu si ritirò dalla finale del torneo Mondo Grosso 2 per salvare il fratello rapito iniziò ad odiare Ichika per aver infangato il nome di colei che ammirava. Per questo motivo all'inizio odia Ichika e arriva addirittura a volerlo uccidere in duello. Anche se le sue capacità combattive sono inferiori rispetto al passato riesce facilmente ad avere la meglio su Lin e Cecilia ma nella sfida con Ichika esce sconfitta. In preda al più profondo sconforto attiva inavvertitamente il "Valkyrie Trace System" mandando fuori controllo il suo IS. Ancora una volta Ichika riesce a sconfiggerla ed i due si ritrovano in uno spazio creato dagli IS dove i loro pensieri di toccano. Così Laura chiede al ragazzo cosa sia per lui la vera forza e lui le risponde che secondo lui è l'essere in grado di fare quello che si vuole e aver la capacità di proteggere chi gli sta accanto. Queste parole fanno ricordare a Laura una conversazione del passato con Chifuyu in cui l'amica le aveva detto di stare attenta allo strano e misterioso potere del fratello in grado di attrarre qualsiasi ragazza e proprio in quel momento anche lei si rende conto di essersi innamorata di Ichika. Il giorno seguente inizia a proteggerlo e dichiara che lui diventerà la sua "sposa" (il suo poco buon senso e il non capire la cultura giapponese l'hanno portata a questa conclusione).
Il suo IS si chiama Schwarzer Regen (シュヴァルツェア レーゲン?, Shuwarutsea Rēgen) ed è un prototipo IS di terza generazione. La sua arma principale è l'A.I.C. (Active Inertia Canceller (アクティブ・イナーシャル・キャンセラー?, Akutibu Ināsharu Kyanserā)) in grado di generare un campo inerziale negativo ma ha anche numerosi Equalizzatori per il combattimento a distanza che lo rendono un IS molto completo. Nel suo equipaggiamento di base oltre all'A.I.C. ci sono 6 pugnali comandati da dei cavi. Questi cavi sono estremamente resistenti e quindi fungono da veri e propri tentacoli potendo strangolare, immobilizzare e lanciare oggetti grandi quanto un IS. Lo Schwarzer Regen è equipaggiato anche con un mitragliatore calibro 80 montato su una spalla. Fino allo scontro con Ichika e Charles, all'insaputa di Laura, aveva installato anche il Valkyrie Trace System (ヴァルキュリー・トレース・システム?, Varukyarī Torēsu Shisutemu) che poi, per la sua pericolosità, è stato prontamente rimosso.
Chifuyu Orimura (織斑 千冬?, Orimura Chifuyu)
Doppiata da: Megumi Toyoguchi
Chifuyu è la sorella maggiore di Ichika. Ha 24 anni ed è la responsabile della classe di suo fratello alla IS Academy. In passato è stata un'abilissima pilota di IS e cadetta nella scuola dove insegna. Quando suo fratello venne rapito decise di non partecipare alla finale del torneo Mondo Grosso 2 per andare a salvarlo. Tabane Shinonono è una sua amica d'infanzia.
Maya Yamada (山田 真耶?, Yamada Maya)
Doppiata da: Noriko Shitaya
Maya è l'altra insegnante responsabile della classe di Ichika. È stata una cadetta rappresentante del Giappone per il progetto IS.
Tabane Shinonono (篠ノ之 束?, Shinonono Tabane)
Doppiata da: Yukari Tamura
Tabane è la sorella maggiore di Hōki ed inventrice dell'IS. Ha abbandonato sua sorella da diversi anni. Si presenta all'accademia per consegnare alla sorella il suo IS personale. È un'amica molto stretta di Chifuyu.
Dan Gotanda (五反田 弾?, Dan Gotanda)
Doppiato da: Makoto Yasumura
Dan è un amico molto stretto di Ichika fin dalle scuole medie.
Ran Gotanda (五反田 蘭?, Ran Gotanda)
Doppiata da: Noriko Obato
Ran è la sorella di Dan che attualmente frequenta una scuola privata. Frequenta il terzo anno di scuole medie ed è la presidentessa del consiglio studentesco. Anche lei è innamorata di Ichika. Ha in programma di iscriversi all'accademia IS, dopo aver rivelato di essersi classificata A in un test attitudinale IS.  Alcune delle altre ragazze come Ling la vedono già come una rivale per l'affetto di Ichika.
Clarissa Harfouch (クラリッサ・ハルフォーフ?, Kurarissa Harufōfu)
Doppiata da: Kei Mizusawa
Una dei commilitoni di Laura e comandante delle forze speciali Schwarzer Hase. Come Laura, anche lei, ha una vistosa benda su un occhio. Clarissa è una otaku ed è lei ad insegnare la cultura giapponese, che conosce tramite anime e manga, a Laura portandola purtroppo a finire in numerose situazioni imbarazzanti.

## Terminologia
Infinite Stratos
Abbreviato come IS, sono potenti esoscheletri che conferiscono al pilota incredibili abilità di combattimento grazie ad una tecnologia avanzata. Furono originariamente progettati per l'esplorazione spaziale. Troppo potenti per essere usati in un reale conflitto, per il trattato d'Alaska vengono ora utilizzati solo a scopi sportivi.
Nuclei
Le Scatole Nere di un IS sono ciò che gli permettono di funzionare. Sono stati creati solo 467 Nuclei, suddivisi equamente tra i diversi governi mondiali. Solo pochi possiedono il proprio IS personale.
Mondo Grosso (モンド・グロッソ?, Mondo Gurosso)
Il torneo internazionale che si svolge ogni 3 anni. L'ultima edizione è stata vinta da un IS italiano, il Tempest.

## Media

### Light novel
Le light novel di IS (Infinite Stratos) sono scritte da Izuru Yumizuru ed illustrate da Okiura. Sette volumi sono stati pubblicati dalla Media Factory, sotto l'etichetta della MF Bunko J, tra il 25 maggio 2009 e l'8 aprile 2011.
A causa di un conflitto tra l'editore e l'autore, la pubblicazione della light novel è stata sospesa. Successivamente Yumizuru ha confermato che stava scrivendo contemporaneamente una nuova opera e continuando Infinite Stratos tramite Kōdansha. I romanzi sono stati quindi pubblicati da Overlap sotto l'etichetta Overlap Bunko, con CHOCO che sostituisce Okiura come illustratore. Le ristampe dei primi sette volumi sono state resi disponibili a partire dal 25 aprile 2013, partendo dai primi due volumi. Dodici volumi sono stati pubblicati entro il 25 aprile 2018. La serie si concluderà con il tredicesimo numero.
| 1  | 25 maggio 2009 (Media Factory) 24 aprile 2013 (Overlap) | ISBN 978-4-8401-2788-2 (Media Factory) ISBN 978-4-906866-05-2 (Overlap)     |
| 1  | Capitoli (traduzioni letterali dei titoli) - 1. Le mie compagne di classe sono tutte ragazze (クラスメイトは全員女?, Kurasumeito wa zennin onna) - 2. L'elezione del rappresentante di classe (クラス代表決定戦?, Kurasu daihyō ketteisen) - 3. La studentessa trasferita è la seconda amica d'infanzia (転校生はセカンド幼なじみ?, Tenkōsei wa Sekando osananajimi) - 4. Battaglia decisiva! Incontro del torneo interclasse (決戦！ クラス対抗戦?, Kessen! Kurasu taikousen) |                                                                             |
| 2  | 25 agosto 2009 (Media Factory) 24 aprile 2013 (Overlap) | ISBN 978-4-8401-2870-4 (Media Factory) ISBN 978-4-906866-06-9 (Overlap)     |
| 2  | Capitoli (traduzioni letterali dei titoli) - 1. Boy Meets Boy (ボーイ・メーツ・ボーイ?, Bōi Mītsu Bōi) - 2. Il mio compagno di stanza è un biondo gentiluomo (ルームイトはブロンド貴公子?, Rūmumeito wa Burondo Jentoru) - 3. Blue Days, Red Switch (ブルー・ディズ・レッド・スイッチ?, Burū Deizu Reddo Suicchi) - 4. Find Out My Mind (ファインド・アウト・マイ・マインド?, Faindo Auto Mai Maindo) - 5. Epilogo: Dal sonno profondo cremisi (エピローグ: 深なる紅のまどろみより?, Epirōgu: Fukanaru aka no madoromi yori) |                                                                             |
| 3  | 25 dicembre 2009 (Media Factory) 23 maggio 2013 (Overlap) | ISBN 978-4-8401-3086-8 (Media Factory) ISBN 978-4-906866-07-6 (Overlap)     |
| 3  | Capitoli (traduzioni letterali dei titoli) - 1. Rain Maker (乙女の心は晴れのち曇り?, Rein Mēkā) - 2. Ocean's Eleven! (海に着いたら十一時！?, Ōshanzu Irebun!) - 3. Thin Red Line (その境界線の上に立ち?, Shin Reddo Rain) - 4. Bianco elegante (Dressy White) (雪羅(ドレッシィ・ホワイト?, Doresshī Howaito) - 5. Epilogo: il tuo nome è (エピローグ: 君の名は?, Epirōgu: Yua Neimu Izu) |                                                                             |
| 4  | 25 marzo 2010 (Media Factory) 22 giugno 2013 (Overlap) | ISBN 978-4-8401-3179-7 (Media Factory) ISBN 978-4-906866-08-3 (Overlap)     |
| 4  | Capitoli (traduzioni letterali dei titoli) - 1. Welcome in the summer (ウィルカム・イン・ザ・ザマー?, Werukamu in za Samā) - 2. La rapsodia dei due gattini (二匹の子猫のラプソディー?, Nihiki no koneko no Rapusodī) - 3. Sogno di una notte di mezza estate (真夏の夜の夢?, Manatsu no yoru no yume) - 4. Quintetto malato d'amore (恋に騒がす五重奏?, Koi ni sawagasu Kuintetto) - 5. Epilogo: Cacciatori notturni nell'oscurità (エピローグ: 暗がりに潜みし闇苅?, Epirōgu: Kuragari ni hisomishi kuragari) |                                                                             |
| 5  | 25 giugno 2010 (Media Factory) 25 luglio 2013 (Overlap) | ISBN 978-4-8401-3428-6 (Media Factory) ISBN 978-4-906866-09-0 (Overlap)     |
| 5  | Capitoli (traduzioni letterali dei titoli) - 1. La cura per il cuore dolorante (Heart Painkiller) (恋する☆舌下錠(ハート・ペインキラー)?, Hāto Peinkirā) - 2. La presidentessa del consiglio studentesco è una gattina (生徒会長は猫座の女?, Seitokaichō wa nekoza no onna) - 3. La melodia del tacco di Cenerentola (硝子少女の透色和音?, Shinderera Hīru no Sukiiro Waon) - 4. Mysterious Lady (ミステリアス・レイディ?, Misuteriasu Reidi) - 5. Epilogo: L'inizio della storia (エピローグ: 「ものがたり」のはじまり?, Epirōgu: Monogatari no hajimari) |                                                                             |
| 6  | 24 dicembre 2010 (Media Factory) 25 agosto 2013 (Overlap) | ISBN 978-4-8401-3516-0 (Media Factory) ISBN 978-4-906866-10-6 (Overlap)     |
| 6  | Capitoli (traduzioni letterali dei titoli) - 1. Silenziose (静かなるもの?, Shizukanaru mono) - 2. Echeggia la canzone di vittoria della fanciulla (鳴り響け、乙女の凱歌?, Narihibike, otome no gaika) - 3. La palla di cannone velocissima (弾丸のように、速く?, Kyanonbōru Fasuto) - 4. Spezzacuori (ハートブレイカー?, Hātobureikā) - 5. Epilogo: Il riflesso sulla superficie dell'acqua (エピローグ: 水面映し?, Epirōgu: Minamo utsushi) |                                                                             |
| 7  | 8 aprile 2011 (Media Factory) 25 settembre 2013 (Overlap) | ISBN 978-4-8401-3856-7 (Media Factory) ISBN 978-4-906866-11-3 (Overlap)     |
| 7  | Capitoli (traduzioni letterali dei titoli) - 1. Sisters (シスターズ?, Shisutāzu) - 2. Girls' Beat (ガールズ・ビート?, Gāruzu Bīto) - 3. Open Your Heart (オープン・ユア・ハート?, Ōpun Yua Hāto) - 4. La condizione per un eroe (ヒーローの条件?, Hīrō no jōken) - 5. Epilogue: La bella notte sotto la Luna (エピローグ: 月のきれいな夜に?, Epirōgu: Tsuki no kirei na yoru ni) |                                                                             |
| 8  | 25 aprile 2013 | ISBN 978-4-906866-12-0 (ed. regolare) ISBN 978-4-906866-04-5 (ed. limitata) |
| 8  | Capitoli (traduzioni letterali dei titoli) - 1. Ma le stranezze accadono ogni giorno (Strange Days Again) (けれど奇妙な日々は、また(ストレンジ・デイズ・アゲイン)?, Sutorenji Deizu Agein) - 2. Il nome del campione più forte del mondo - Brunhilde (世界最強を冠する名(ブリュンヒルデ)?, Sekai saikyō o kansuru na (Buryunhirude)) - 3. La separazione e lo smantellamento dei mondi - World Purge (世界の分離と解体(ワールド・パージ)?, Sekai no bunri to kaitai (Wārudo Pāji)) - 4. Il tea party al giardino segreto (お茶会は秘密の花園で?, Ochakai wa himitsu no hanazono de) - 5. Epilogue: Il cavaliere che riposa nella foresta di Sakura (桜の森の眠れる騎士?, Epirōgu: Sakura no mori no nemureru kishi) |                                                                             |
| 9  | 24 aprile 2014 | ISBN 978-4-9068-6636-6                                                      |
| 10 | 23 luglio 2015 | ISBN 978-4-8655-4046-8                                                      |
| 11 | 24 maggio 2017 | ISBN 978-4-86554-213-4                                                      |
| 12 | 25 aprile 2018 | ISBN 978-4-86554-336-0                                                      |

### Manga
Un adattamento manga a cura di Kenji Akahoshi è stato serializzato dal 27 maggio 2010 (nel numero uscito nel luglio 2010) al 27 luglio 2012 (nel numero di settembre 2012) sulla rivista seinen giapponese Monthly Comic Alive edita da Media Factory. I capitoli sono stati raccolti in 5 volumi tankōbon pubblicati dal 22 dicembre 2010 al 21 settembre 2012 sotto l'etichetta Alive Comics.
| Nº | Data di prima pubblicazione | Data di prima pubblicazione | Data di prima pubblicazione |
| Nº | Giapponese                  | Giapponese                  |                             |
| -- | --------------------------- | --------------------------- | --------------------------- |
| 1  | 22 dicembre 2010            | ISBN 978-4-84013-717-1      |                             |
| 2  | 23 marzo 2011               | ISBN 978-4-8401-3772-0      |                             |
| 3  | 22 settembre 2011           | ISBN 978-4-8401-4043-0      |                             |
| 4  | 23 gennaio 2012             | ISBN 978-4-8401-4401-8      |                             |
| 5  | 21 settembre 2012           | ISBN 978-4-8401-4722-4      |                             |

Un secondo adattamento manga di Homura Yūki è stato serializzato dal 18 maggio 2013 sulla rivista seinen Monthly Sunday Gene-X edita da Shōgakukan. La serie è andata in pausa dal 19 giugno 2018 per poi riprendere nel 2019 fino alla sua conclusione avvenuta il 19 febbraio 2020. I capitoli sono stati raccolti in 8 volumi tankōbon pubblicati dal 19 novembre 2013 al 19 marzo 2020.
| Nº | Data di prima pubblicazione | Data di prima pubblicazione | Data di prima pubblicazione |
| Nº | Giapponese                  | Giapponese                  |                             |
| -- | --------------------------- | --------------------------- | --------------------------- |
| 1  | 19 novembre 2013            | ISBN 978-4-09-157360-5      |                             |
| 2  | 19 giugno 2014              | ISBN 978-4-09-157379-7      |                             |
| 3  | 19 dicembre 2014            | ISBN 978-4-09-157400-8      |                             |
| 4  | 17 luglio 2015              | ISBN 978-4-09-157422-0      |                             |
| 5  | 19 luglio 2016              | ISBN 978-4-09-157452-7      |                             |
| 6  | 18 agosto 2017              | ISBN 978-4-09-157494-7      |                             |
| 7  | 19 settembre 2019           | ISBN 978-4-09-157574-6      |                             |
| 8  | 19 marzo 2020               | ISBN 978-4-09-157593-7      |                             |

### Internet radio show
Un Internet radio show intitolato Radio IS e prodotto da Super A&G+, è stato trasmesso dal 1º gennaio al 26 marzo 2011. Il programma è stato condotto da Yōko Hikasa, la doppiatrice di Hōki Shinonono, e Asami Shimoda, voce di Lin Yin Fang. Il primo episodio rimase disponibile negli archivi d'ascolto per tre settimane, mentre gli episodi successivi furono disponibili per due settimane. Un secondo programma radiofonico, dal titolo Radio IS enchōsen (Radio IS 延長戦?, Rajio IS enchōsen, lett. "Radio IS col tempo") è andato in onda dal 9 aprile al 21 maggio 2011 per un totale di quattro episodi bisettimanali.

### Anime
Un adattamento anime è stato annunciato il 21 giugno 2010 e il suo sito web ufficiale è stato aperto l'8 agosto 2010. L'adattamento è stato diretto da Yasuhito Kikuchi, che ha anche diretto Macross Frontier, e prodotto dallo studio 8-Bit, che aveva lavorato a sua volta all'anime di Macross Frontier. Takeyasu Kurashima si è occupato del character design oltre che del ruolo di direttore capo dell'animazione mentre Takeshi Takakura ha curato il mecha design. La sceneggiatura è stata curata da Atsuhiro Tomioka, Chinatsu Hōjō e Fumihiko Shimo; quest'ultimo ha anche lavorato alla composizione della serie. L'anime è stato trasmesso in Giappone dal 6 gennaio al 31 marzo 2011 su TBS con successive trasmissioni su CBC, SUN-TV, KBS e BS-TBS. Sei volumi DVD e Blu-ray sono stati pubblicati da Media Factory tra il 30 marzo e il 21 settembre 2011. Un episodio OAV, intitolato IS <Infinite Stratos> Encore: Koi ni kogareru rokujūsō (IS＜インフィニット・ストラトス＞アンコール 『恋に焦がれる六重奏』?, IS <Infinitto Sutoratosu> Ankōru: Koi ni kogareru rokujūsō, lett. "IS <Infinite Stratos> Encore: Un sestetto desidera essere innamorato"), è stato pubblicato in Giappone in DVD e Blu-ray il 7 dicembre 2011. La colonna sonora è stata composta da Hikaru Nanase. La sigla d'apertura è Straight Jet cantata da Minami Kuribayashi. La sigla di chiusura, Super∞Stream, è stata presentata in cinque diverse versioni nel corso degli episodi; nella prima è cantata da Yōko Hikasa (ep. 1), nella seconda da Hikasa e Yukana (ep. 2-3), nella terza da Hikasa, Yukana e Asami Shimoda (ep. 4-5), nella quarta da Hikasa, Yukana, Shimoda e Kana Hanazawa (ep. 6-7) e nella quinta da Hikasa, Yukana, Shimoda, Hanazawa e Marina Inoue (ep. 8-12). Ogni versione del brano riflette il personaggio della doppiatrice corrispondente che corre con il protagonista Ichika nei titoli di coda degli episodi. Il singolo Straight Jet è stato distribuito il 26 gennaio 2011 mentre quello di Super∞Stream il 16 febbraio 2011. Entrambi i singoli sono editi dalla casa discografica Lantis. Per l'OAV è stata adoperata come sigla di chiusura il brano Best Partner (ベストパートナー?, Besuto Pātonā) di Yōko Hikasa.
Una seconda stagione è stata annunciata nell'aprile 2013. Quest'ultima è stata trasmessa in Giappone dal 3 ottobre al 19 dicembre 2013 su TBS. La sigla sigla d'apertura è True Blue Traveller di Minami Kuribayashi mentre quella di chiusura è Beautiful Sky di Yōko Hikasa.

#### IS (Infinite Stratos)
| Nº       | Titolo italiano (traduzione letterale) Giapponese 「Kanji」 - Rōmaji                                                    | In onda          | In onda |
| Nº       | Titolo italiano (traduzione letterale) Giapponese 「Kanji」 - Rōmaji                                                    | Giapponese       |         |
| 1        | Le mie compagne di classe sono tutte ragazze 「クラスメイトは全員女」 - Kurasumeito wa zen'in onna                      | 6 gennaio 2011   |         |
| 2        | L'elezione del rappresentante di classe 「クラス代表決定戦!」 - Kurasu daihyō ketteisen!                                | 13 gennaio 2011  |         |
| 3        | La studentessa trasferita è la seconda amica d'infanzia 「転校生はセカンド幼なじみ」 - Tenkōsei wa Sekando osananajimi  | 20 gennaio 2011  |         |
| 4        | Battaglia decisiva! Incontro del torneo interclasse 「決戦! クラス対抗戦」 - Kessen! Kurasu Rīgu Matchi                 | 27 gennaio 2011  |         |
| 5        | Boy Meets Boy (Un ragazzo incontra un ragazzo) 「ボーイ・ミーツ・ボーイ」 - Bōi Mītsu Bōi                               | 3 febbraio 2011  |         |
| 6        | Il mio compagno di stanza è un biondo gentiluomo 「ルームメイトはブロンド貴公子」 - Rūmumeito wa Burondo Jentoru        | 10 febbraio 2011 |         |
| 7        | Blue Days/Red Switch (Giorni azzurri/Interruttore rosso) 「ブルー・デイズ/レッド・スイッチ」 - Burū Deizu/Reddo Suitchi | 17 febbraio 2011 |         |
| 8        | Find Out My Mind (Alla scoperta della mia anima) 「ファインド・アウト・マイ・マインド」 - Faindo Auto Mai Maindo        | 24 febbraio 2011 |         |
| 9        | Alle undici al mare (Ocean's Eleven)! 「海に着いたら十一時!」 - Ōshanzu Irebun!                                         | 3 marzo 2011     |         |
| 10       | Sottile linea rossa (Thin Red Line) 「その境界線の上に立ち」 - Shin Reddo Rain                                          | 10 marzo 2011    |         |
| 11       | Tieniti pronto (Get Ready) 「ゲット・レディ」 - Getto Redi                                                              | 24 marzo 2011    |         |
| 12       | Il tuo nome è (Your Name Is) 「君の名は」 - Yua Nēmu Izu                                                                | 31 marzo 2011    |         |
| 13 (OAV) | Un sestetto desidera essere innamorato 「恋に焦がれる六重奏」 - Koi ni kogareru rokujūsō                                | 7 dicembre 2011  |         |

#### Infinite Stratos 2
| Nº       | Titolo italiano (traduzione letterale) Giapponese 「Kanji」 - Rōmaji                                  | In onda          | In onda |
| Nº       | Titolo italiano (traduzione letterale) Giapponese 「Kanji」 - Rōmaji                                  | Giapponese       |         |
| 1        | Ricordi di un'estate 「一夏の想いで」 - Hitonatsu no omoide                                           | 3 ottobre 2013   |         |
| 2        | Hearth Painkiller 「恋スル☆舌下錠」 - Hāto Peinkirā                                                   | 10 ottobre 2013  |         |
| 3        | La corda traslucida del tacco di Cenerentola 「硝子少女の透色和音」 - Shinderera Hīru no Sukiiro Waon | 17 ottobre 2013  |         |
| 4        | Misuteriasu Reidi 「ミステリアス・レイディ」 - Misuteriasu Reidi                                      | 24 ottobre 2013  |         |
| 5        | Lovely Style 「ラブリー・スタイル」 - Raburī Sutairu                                                  | 31 ottobre 2013  |         |
| 6        | La base segreta 「乙女の矜持」 - Za Shīkuretto Bēsu                                                   | 7 novembre 2013  |         |
| 7        | Sorelle 「シスターズ」 - Shisutāzu                                                                    | 14 novembre 2013 |         |
| 8        | Apri il tuo cuore 「オープン・ユア・ハート」 - Ōpun Yua Hāto                                          | 21 novembre 2013 |         |
| 9        | Quello che serve per essere un eroe 「ヒーローの条件」 - Hīrō no jōken                                | 28 novembre 2013 |         |
| 10       | Cucinando a modo mio 「クッキング・マイ・ウェイ」 - Kukkingu Mai Uei                                  | 5 dicembre 2013  |         |
| 11       | Alla ricerca dei ricordi 「恋こがれ京舞台」 - Rukkingu Fō Memorīzu                                    | 12 dicembre 2013 |         |
| 12       | Girls Over 「少女たちの展翅」 - Gåruzu Ōbā                                                            | 19 dicembre 2013 |         |
| 13 (OAV) | La purga del mondo 「ワールド・パージ編」 - Wārudo Pāji-hen                                           | 26 novembre 2014 |         |

### Videogiochi
Un videogioco sviluppato da 5pb. e intitolato Infinite Stratos 2: Ignition Hearts è stato pubblicato per PlayStation 3 e PlayStation Vita il 27 febbraio 2014 in Giappone. La trama si concentra sui ricordi del festival scolastico di Ichika. Un gioco TCG di Bushiroad Five è uscito l'8 novembre 2013. I personaggi di Infinite Stratos sono presenti anche nel gioco Kaku-San-Sei Million Arthur per PlayStation Vita.
Un gioco d'azione mecha per PC sviluppato sempre da 5pb. e intitolato Infinite Stratos: Versus Colors è uscito in Giappone il 31 dicembre 2014. Un altro titolo, Infinite Stratos 2: Love and Purge, è uscito per PlayStation 3 e PlayStation Vita il 3 settembre 2015 in Giappone. Un gacha game multipiattaforma, Infinite Stratos: Archetype Breaker (インフィニット・ストラトス アーキタイプ・ブレイカー?, Infinitto Sutoratosu: Ākitaipu Bureikā), è stato pubblicato da DMM Games nel dicembre 2017 ed è stato chiuso il 27 agosto 2018. Nonostante ciò è ancora disponibile una versione offline scaricabile e giocabile.

## Accoglienza
La light novel ha venduto complessivamente 1,2 milioni di copie a febbraio 2011.
La sigla d'apertura dell'adattamento anime, "Straight Jet, ha raggiunto la sedicesima posizione, mentre quella di chiusura, Super∞Stream, ha raggiunto la decima nella classifiche Oricon. Il primo volume Blu-ray della serie ha venduto circa 22 000 copie nella prima settimana, diventando solo il sesto primo volume in assoluto di una serie televisiva anime a raggiungere il primo posto nella classifica settimanale delle vendite complessive di Blu-ray Disc di Oricon.
Theron Martin di Anime News Network ha criticato l'anime per il suo "protagonista incredibilmente ottuso" e per la trama poco riuscita, ma ha elogiato le sequenze d'azione.